# 姜保红
姜保红（1974年4月15日—），黑龙江省呼兰县人，中華人民共和國女性政治人物，曾任武威市副市長。

## 生平
1993年秋，姜保红考入甘肃政法学院。姜保红的老师和同学指出，姜保红身材比一般女孩子要高挑，眼睛又大又亮，可以說是大學裡面的校花。学校老师看到姜保红的形象，推荐她去舞蹈队，但舞蹈队的老师说她协调性比较差。之後姜保红主要担任校园大学生艺术团报幕员和司仪，主持过校内的辩论、朗诵等活动。大学期間，姜保红和同班同學交往並成為情侶。1997年夏，尚未大學畢業的姜保红到兰州市七里河区法院实习，期间，姜保红和七里河区法院的一个庭长交往。不久姜保红和自己的同班同學男友分手。一些人開始对姜保红持有負面看法，而姜保红也一度和同学们中斷来往。同年7月，姜保红被分配到兰州市七里河区法院工作。
2002年9月，姜保红调入甘肃省政法委下属的维护社会稳定工作领导小组办公室。期間姜保红恢復与同学故人的社交。一些同學認為姜保红此時表现得比在学校活泼，善于交际，而且姜保紅大多參加有厅局级干部出席的同學饭局。後來姜保红结识了甘肃省委组织部一位副部长，便開始脱离原来同學故人的圈子。2003年9月，姜保红加入中国共产党。
2012年1月，姜保红出任武威市招商局局长、党组书记。三個月後兼任武威市政府副秘书长、市政府办公室党组成员。同年，行贿者在7个月内向姜保红行贿了464万元，希望通过姜保红的关系，获得开采祁连山国家级自然保护区内的禁采矿种。一年多后姜保红转任武威市发展和改革委员会主任、党组书记。2014年5月，姜保红兼任天祝县委副书记。2016年11月，姜保红升任武威市政府副市长、党组成员，分管商贸流通、教育、卫生和计划生育方面工作。姜保红被指是通過此時的武威市委书记、市人大常委会主任火荣贵升職提拔，而且火荣贵和姜保红有曖昧關係。另外有傳聞姜保红曾先后与40多名官员发生过性关系，其中有17人是领导级的人物。
2018年8月10日，姜保紅接受甘肅省紀委監委紀律審查和監察調查。2019年1月10日，姜保红被开除中共党籍、开除公职。1月21日，姜保红因涉嫌受贿罪，被定西市检察院逮捕。當局指控姜保红通過性贿赂谋求上位。2020年1月22日，甘肃省定西市中级法院公开宣判姜保红受贿一案。法院指控姜保红在担任甘肃省维稳办二处副处长、武威市招商局局长、武威市发改委主任、武威市政府副市长期间，非法收受他人人民币1418万元、美元2万元、黄金300克，其行为构成受贿罪。法院对姜保红以受贿罪判处有期徒刑十二年。並處罰金人民幣100萬元。